# プラット郡 (ワイオミング州)
座標: 北緯42度08分 西経104度58分 / 北緯42.13度 西経104.96度
プラット郡 (英: Platte County) は、アメリカ合衆国ワイオミング州にある郡。2005年の推定人口は8,619人で、郡庁所在地はウィートランド (Wheatland)である。

## 歴史
プラット郡は1911年に組織された。

## 政治
プラット郡は2人の共和党の有力政治家を輩出している。
- ジム・ガーインジャー - 1995年から2003年までワイオミング州知事を務めた。
- ハロルド・ヘルバウム - 1963年から1977年まで州議員を務め、引退時まで議長も務めた。

## 地理
アメリカ合衆国統計局によると、この郡は総面積5,467 km2 (2,111 mi2) である。このうち5,400 km2 (2,085 mi2) が陸地で、67 km2 (26 mi2) が水地域である。総面積の1.23%が水地域となっている。

### 隣接する郡
- ニオブララ郡（北東）
- ゴシェン郡（東）
- ララミー郡（南）
- オールバニ郡（西）
- コンヴァース郡（北西）

## 人口動静

プラット郡の人口ピラミッド

2000年国勢調査で、この郡は8,807人、3,625世帯、及び2,494家族が暮らしている。人口密度は2/km2 (4/mi2) で、1/km2 (2/mi2) の平均的な密度に4,528軒の住居が建っている。この郡の人種的構成は白人96.18%、アフリカン・アメリカン0.16%、先住民0.50%、アジア系0.17%、太平洋諸島系0.02%、その他の人種1.69%、及び混血1.27%で、人口の5.28%がヒスパニックまたはラテン系である。人口のうち31.7%がドイツ系、13.4%がアイルランド系、11.3%がイングランド系、7.5%がアメリカ系移民の子孫である。
3,625世帯のうち、30.00%は18歳未満の子供と暮らしており、58.90%は夫婦で生活している。6.80%は未婚の女性が世帯主であり、31.20%は家族以外の住人と同居している。27.30%は独身の居住者が住んでおり、13.20%は65歳以上で独居である。1世帯あたりの平均人数は2.40人であり、家庭の場合は2.92人である。
郡内の住民は25.40%が18歳未満の未成年、18歳以上24歳以下が6.60%、25歳以上44歳以下が24.30%、45歳以上64歳以下が27.30%、及び65歳以上が16.60%にわたっている。中央値年齢は41歳である。女性100人ごとに対して男性は97.40人いて、18歳以上の女性100人ごとに対して男性は96.50人いる。
この郡の世帯ごとの平均的な収入は33,866米ドルであり、家族ごとでは41,449米ドルである。男性の31,484米ドルに対して女性は19,635米ドルの平均的な収入がある。この郡の一人当たりの収入 (per capita income) は17,530米ドルである。人口の11.70%及び家族の8.50%は貧困線以下である。18歳未満の15.90%及び65歳以上の12.20%は貧困線以下の生活を送っている。

## コミュニティー

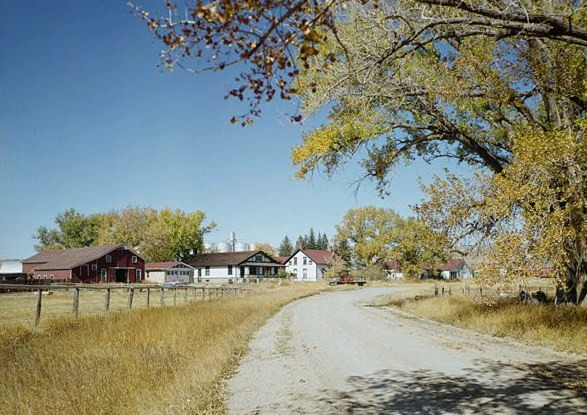
チャグウォーターにある州道313号線と奥のスワンランド&キャトル社

町
- ウィートランド（郡庁所在地）
- チャグウォーター（en:Chugwater, Wyoming）
- グレンド（en:Glendo, Wyoming）
- ガーンジー（en:Guernsey, Wyoming）
- ハートヴィル（en:Hartville, Wyoming）

国勢調査指定地域
- チャグクリーク（en:Chugcreek, Wyoming）
- レイクビュー・ノース（en:Lakeview North, Wyoming）
- スレーター（en:Slater, Wyoming）
- ウエストビュー・サークル（en:Westview Circle, Wyoming）
- Y-O・ランチ（en:Y-O Ranch, Wyoming）